# Processo eletrônico
Processo eletrônico. é um fenômeno atual, relativo ao uso dos sistemas computadorizados (informatização) nos Tribunais e demais órgãos públicos nas suas atividades processuais. É um tema de abrangência mundial. Em Portugal, é conhecido o conceito de processo eletrônico. Na Índia, conhecido como Electronic Judicial Resource Management. Na França, é chamado de Dématerialisation du processus judiciaire. Para entendê-lo, devemos notar que se trata de uma expressão polissêmica relacionada à interdisciplinariedade entre a tecnologia da informação e os ramos do direito que regem os processos que correm nos órgãos da administração pública. Diz esta expressão, mais especificamente, respeito ao controle, acompanhamento, andamento e prática de atos auxiliados por sistemas computadorizados. Sua definição, de caráter universal, pode ser encontrada em várias fontes

## Sentidos da expressão "processo eletrônico"
Num sentido amplo, trata-se do uso do computador e softwares específicos para as referidas atividades nos processos, sejam judiciais (automação do Judiciário), administrativos ou legislativos. Já num sentido estrito, diz-se da modalidade de administração processual em que a mídia ou objeto material do próprio processo (chamado autos) têm seu armazenamento principal sob o formato de arquivos em computador, ou seja, eletrônicos, incluindo texto, figuras e elementos audiovisuais.

## Em Portugal
Em Portugal, o Estado promove o projeto de Desmaterialização do Processo.
Em Portugal, já se debatem projetos de lei sobre o tema.

## Internacionalmente
Internacionalmente, encontra-se, no Estado Da Virgínia, EUA, o Records Managements System.. No Paquistão, o Court Automation Na Inglaterra, O Legal Case Management Software
Há fontes de legislação comparada sobre o tema, mas se sabe que o fenômeno ocorre nos EUA, na Europa e, também, na América Latina.

## Economia pública
O Processo eletrônico vem sendo referido recorrentemente como uma iniciativa necessária para a economia ao erário público, decorrente de mecanismos diretos (diminuição de custos) e indiretos (ganhos decorrentes da celeridade). Esta esperada relação de causa e efeito e as formas adequadas de atingi-la são objeto de debates nos Poderes Públicos e nas redes sociais.